# CAdES
CAdES (acronyme de CMS Advanced Electronic Signatures) est un ensemble d'extensions au standard de signature Cryptographic Message Syntax (CMS)  le rendant compatible avec la signature électronique avancée.